# ۵۰۲ (قمری)
۵۰۲ (قمری)، پانصد و دومین سال در گاهشماری هجری قمری است. اول محرم این سال برابر با هجدهم اوت سال ۱۱۰۸ میلادی است.